# 铅酸盐
在化学中，铅酸盐（英語：plumbate）通常指一组化合物，可以视为假想的PbO2−
3阴离子的衍生物。该词也可以指铅的任何阴离子或其盐。

## 例子

### 卤代铅酸盐
([PbI
3]−
)
n、[Pb
6I
16]4−、[Pb
18I
44]8−等的盐称作碘铅酸盐。具钙钛矿结构的铅半导体也有铅酸盐之称。

### 铅的含氧阴离子
铅酸盐由二氧化铅（PbO
2）与碱的反应生成。 铅酸盐可以含有六水合铅(IV)酸根（又称铅酸根离子，[Pb(OH)
6]2−），或含有无水的PbO2−
3（偏铅酸根）或PbO4−
4（原铅酸根）。例如，将PbO
2溶于氢氧化钾的热浓水溶液会形成六水合铅(IV)酸钾，K
2[Pb(OH)
6]。将金属的氧化物或氢氧化物与PbO
2共热，或可以合成无水盐。
得到最广泛讨论的铅酸盐是铅酸钡（BaPbO
3）的衍生物。往它注入铋，替代铅时，BaPb
0.95Bi
0.05O
3这个材料会在13 K出现超导现象。

### 铅的二元氧化物
四氧化三铅（红铅）是混合价态的氧化物，化学式为Pb
3O
4。它可以视作原铅(IV)酸根铅(II)，[Pb2+]
2[PbO4−
4]。三氧化二铅（Pb
2O
3）也已知存在，结构为偏铅(IV)酸根铅(II)，[Pb2+][PbO2−
3]。